# Steinweg 86 (Quedlinburg)

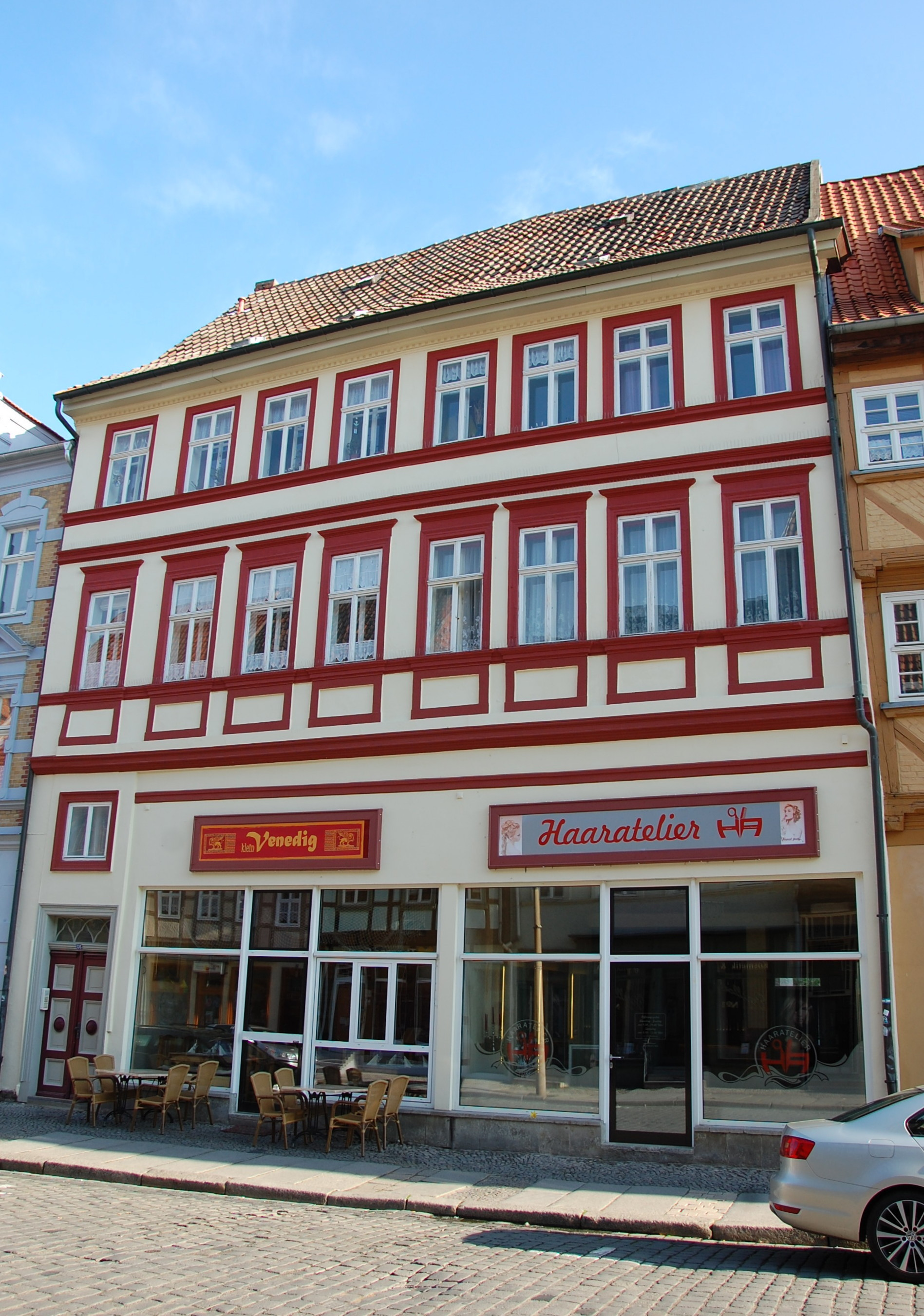
Haus Steinweg 86

Das Haus Steinweg 86 ist ein denkmalgeschütztes Gebäude in der Stadt Quedlinburg in Sachsen-Anhalt.

## Lage
Es befindet sich in der historischen Quedlinburger Neustadt auf der Südseite des Steinwegs. Im Quedlinburger Denkmalverzeichnis ist es als Wohn- und Geschäftshaus eingetragen. Östlich grenzt das gleichfalls denkmalgeschützte Haus Steinweg 85 an.

## Architektur und Geschichte
Das große dreigeschossige Gebäude entstand in der Zeit um 1860. Es wurde in massiver Bauweise errichtet und ist im Stil des Klassizismus gestaltet. Die bemerkenswerte Hauseingangstür verfügt über ein neogotisches Oberlicht.